# Plichtice
Plichtice jsou vesnice, část obce Zavlekov v okrese Klatovy v Plzeňském kraji. Nachází se asi tři kilometry severovýchodně od Zavlekova. Je zde evidováno 118 adres. V roce 2011 zde trvale žilo čtyřicet obyvatel.
Plichtice jsou také název katastrálního území o rozloze 1,94 km².

## Historie
První písemná zmínka o vesnici pochází z roku 1411.

## Obyvatelstvo
| Rok            | 1869 | 1880 | 1890 | 1900 | 1910 | 1921 | 1930 | 1950 | 1961 | 1970 | 1980 | 1991 | 2001 | 2011 | 2021 |
| -------------- | ---- | ---- | ---- | ---- | ---- | ---- | ---- | ---- | ---- | ---- | ---- | ---- | ---- | ---- | ---- |
| Počet obyvatel | 225  | 225  | 187  | 185  | 214  | 194  | 187  | 145  | 132  | 119  | 87   | 54   | 36   | 40   | 52   |
| Počet domů     | 32   | 35   | 35   | 35   | 36   | 38   | 40   | 40   | 33   | 36   | 32   | 37   | 38   | 42   | 45   |

## Obecní správa
Při sčítání lidu v letech 1850–1963 Plichtice byly samostatnou obcí, se kterým patřily nejprve do okresu Klatovy, ale v roce 1950 v okrese Horažďovice. Od roku 1964 jsou částí obce Zavlekov v okrese Klatovy. V letech 1850–1909 k obci patřily Skránčice.

## Pamětihodnosti
- Kříž pamětní

## Galerie

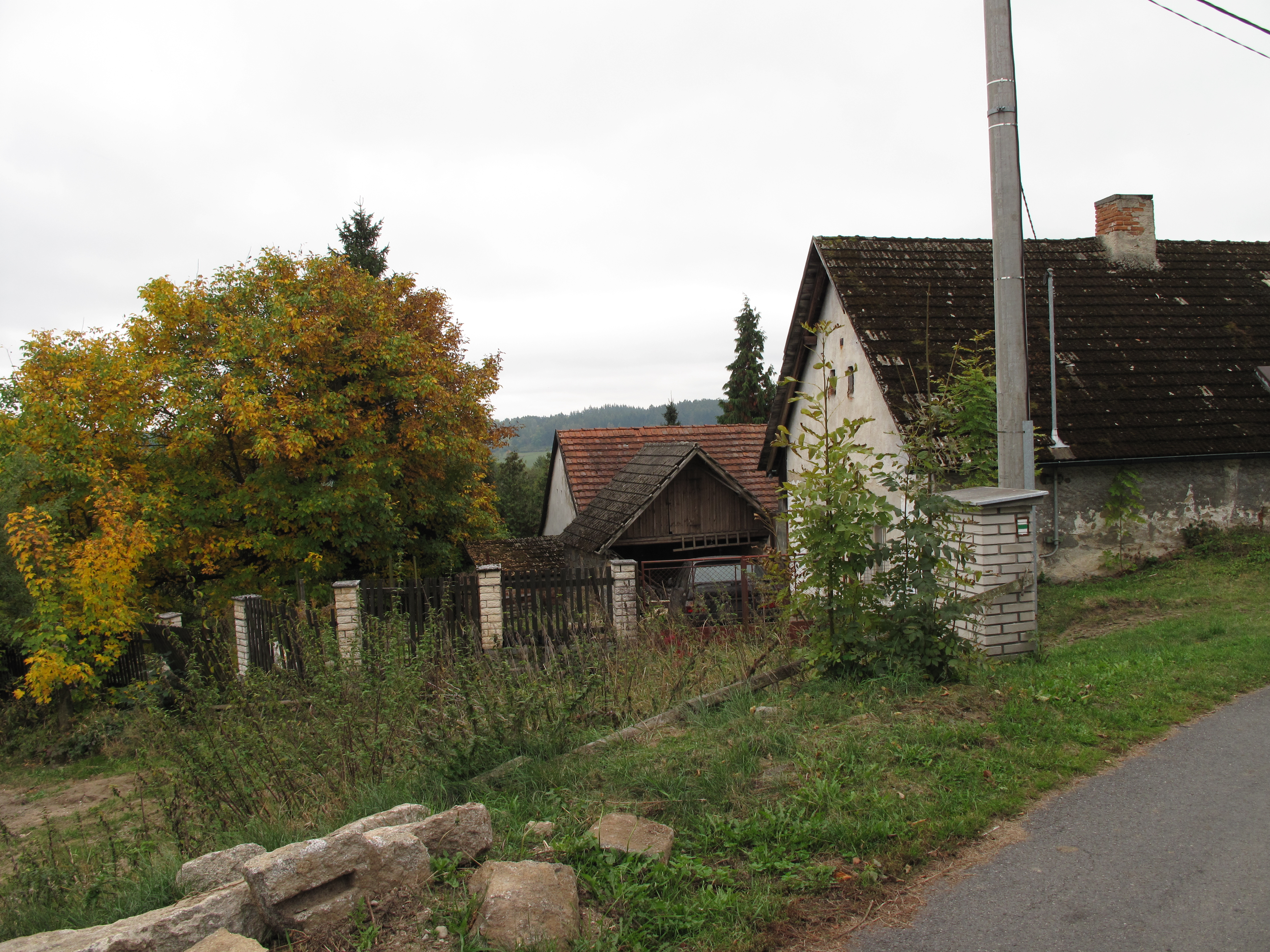
Chalupy
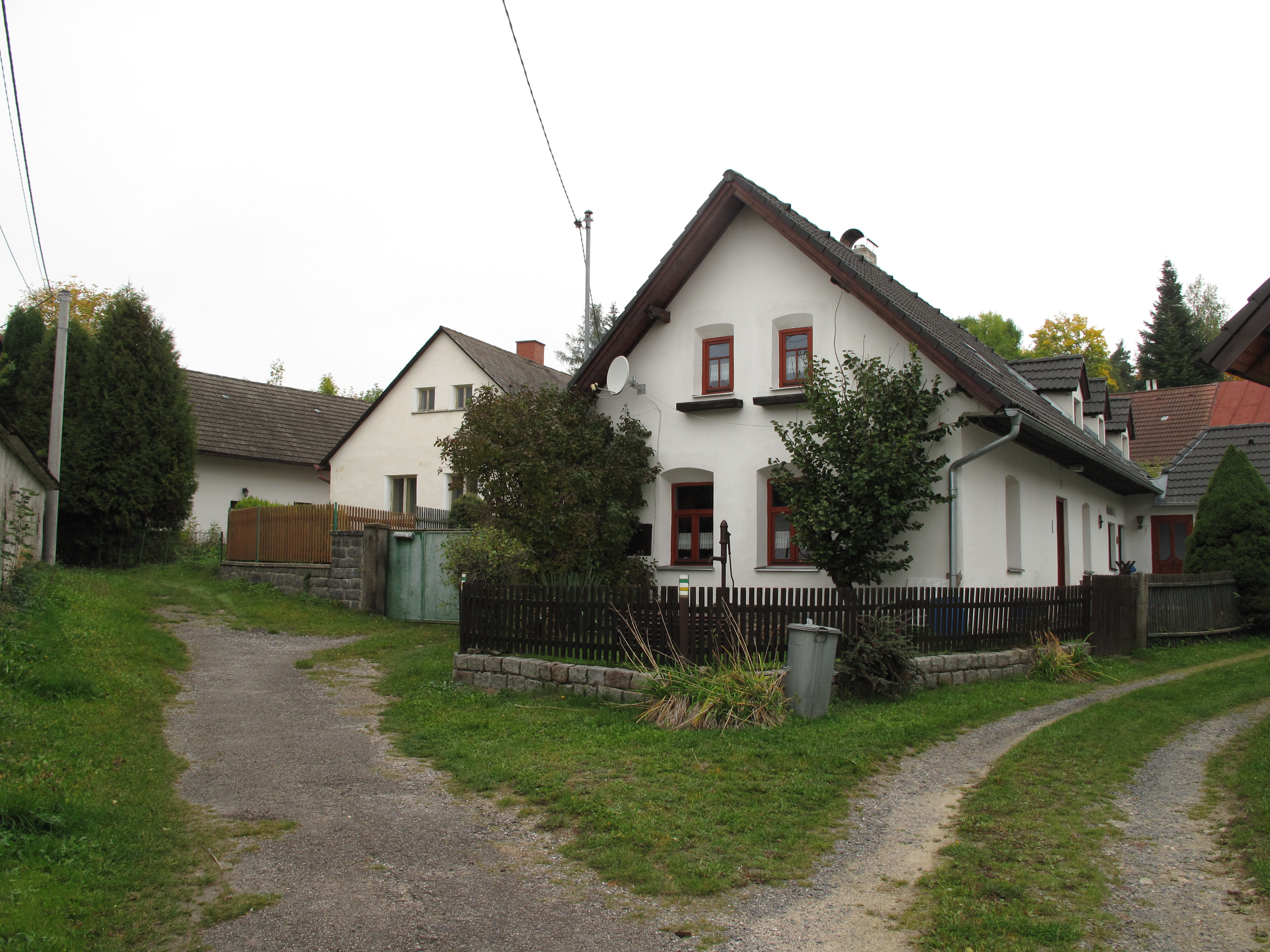
Domy
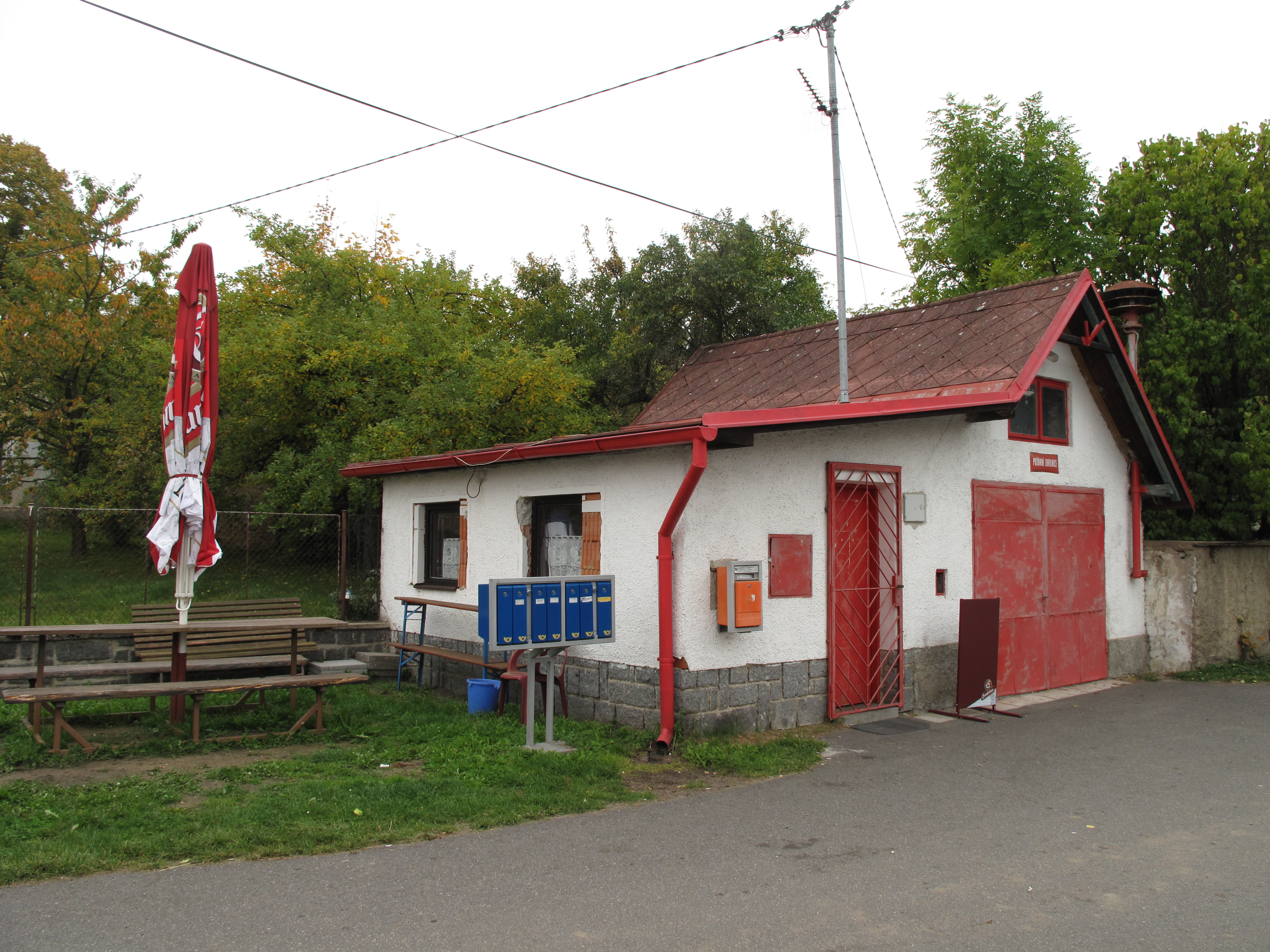
Požární zbrojnice